# Bodengefüge
Das Bodengefüge (auch: Bodenstruktur) ist ein Begriff der Bodenkunde und bezeichnet die räumliche Anordnung der festen Bodenbestandteile. Das gesamte Bodenvolumen der Bodenmatrix teilt sich in das Volumen der festen Bodensubstanz und in das Porenvolumen auf.
Diese Aufteilung beeinflusst maßgeblich den Boden- und Lufthaushalt, die Durchwurzelbarkeit, die Verfügbarkeit der Nährstoffe und ähnliche bodenkundliche und pflanzenphysiologische Eigenschaften. Allgemein gilt: Je gröber das Gefüge eines Bodens und/oder je dichter gepackt die einzelne Gefügeeinheit ist, desto ungünstiger sind dessen Bodeneigenschaften.

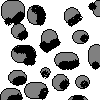
Einzelkorngefüge
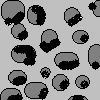
Kohärentgefüge
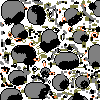
Krümelgefüge
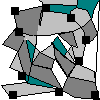
Absonderungsgefüge

## Gefüge-Formen
Folgende Gefügeformen sind nach dem Zusammenhalt der Bodenteilchen, sowie nach dem Grad der Verkittung oder Absonderung makroskopisch gut ansprechbar:
- Grundgefüge, weder durch biologische, noch durch physikalische Prozesse ist ein Gefüge entstanden.
  - Einzelkorngefüge (auch „Elementargefüge“) – in Sanden und Kiesen, bei frisch abgelagertem Schluff und bei Schlicken und Wattküsten liegen die Primärteilchen ohne Zusammenhalt vor;
  - Kohärentgefüge – Ton- /Schluff-/ Lehmsedimente: Werden durch Kohäsionskräfte zusammengehalten und bilden eine ungegliederte Masse;
  - Kittgefüge – die Primärteilchen sind durch im Boden verlagerte Substanzen miteinander verklebt oder zementiert. Eine Verkittung nur an den Berührungspunkten der Körner stellt sich mikroskopisch als sog. „Hüllengefüge“ dar.

- Aggregatgefüge – die Primärteilchen (Körner) sind durch physikalische oder biologische Prozesse zu Bodenaggregaten (Gefügekörpern) zusammengefügt
  - Aufbaugefüge, bei denen sich die Bodenteilchen u. a. durch bodenbiologische Prozesse zu heterogenen Strukturen zusammenfügen:
    - Krümelgefüge – Zusammenballung von Bodenteilchen, die locker lagern oder miteinander verklebt sein können (dann auch als „Schwammgefüge“ bezeichnet) – Beispiel: humoser Oberboden eines Gartenbodens;
    - Wurmlosungsgefüge – von Regenwürmern ausgeschiedene, durch im Regenwurmdarm ausgeschiedene Stoffe verklebte, wenige Millimeter große Bodenaggregate;

  - Absonderungsgefüge (auch „Segregatgefüge“) – durch Schrumpfungsvorgänge bei wiederholter Austrocknung und Wiederbefeuchtung aus einem Grundgefüge durch Absonderung entstanden. Die Strukturen der Segregatgefüge werden nach Größe und Form weiter unterschieden in:
    - Rissgefüge – vorwiegend senkrecht verlaufende Schrumpfrisse;
    - Schichtgefüge – vorwiegend horizontal ausgerichtete Gefügekörper, Horizontalachse > Vertikalachse;
    - Säulengefüge – oben abgerundet, Vertikalachse > Horizontalachse;
    - Prismengefüge  – scharfkantige, grobe Gefügekörper, Vertikalachse > Horizontalachse;
    - Polyedergefüge – scharfkantige, vielflächige, ineinander passige Gefügekörper mit vorwiegend glatten Oberflächen; Vertikalachse und Horizontalachse etwa gleich; Durchmesser Grobpolyeder > 10 mm; Durchmesser Feinpolyeder 1 – 10 mm;
    - Subpolyedergefüge – ähnlich Polyedergefüge, aber mit stärker gerundeten Kanten; vielflächige, wenig ineinander passige Gefügekörper mit vorwiegend rauen Oberflächen;
    - Plattengefüge – Horizontalachse > Vertikalachse; als Folge von Pressungen und somit Anzeichen von Bodenverdichtung, z. B. unter Fahrspuren oder Pflugsohlen, aber auch durch pressende Wirkung von Bodeneis;
    - Keilgefüge[2] (auch „Parallelepipedgefüge“) – durch starke Quellung und Schrumpfung in Böden mit hohen Gehalten an quellfähigen Tonmineralen, z. B. Vertisols, entstehende keilförmige Gefügekörper

Riss-, Schicht- und Säulengefüge werden auch zu den Makrogrobgefügen, Prismen-, Polyeder-, Subpolyeder-, Platten- und Krümelgefüge zu den Makrofeingefügen zusammengefasst.
- Fragmentgefüge – durch Bodenbearbeitung oder anthropogene Umlagerung entstanden. Sie werden untergliedert in:
  - Bröckelgefüge – unregelmäßig geformte Gefügekörper, Durchmesser < 5 cm;
  - Klumpengefüge – unregelmäßig geformte Gefügekörper, Durchmesser > 5 cm, entstanden z. B. durch Pflügen im zu feuchten Zustand;
  - Rollaggregate – kugelförmige Gefügekörper, die z. B. durch Transport auf Transportbändern entstehen[3]; neuerdings wird der Begriff auch allgemein für auch natürlich entstandene, runde Bodenaggregate verwendet[4].

Weiterhin gibt es noch Mikrogefügeformen, die in Dünnschliffen unter dem Mikroskop bestimmt werden.

## Hinweis
Die Definition des Begriffs Bodengefüge ähnelt der des geologischen Begriffs des Gesteinsgefüges. Der Begriff Bodenstruktur bezeichnet genaugenommen nur die Aggregat- und Fragmentgefüge; die Grundgefüge zeichnen sich gerade durch das Fehlen einer Bodenstruktur aus.